# 시라카와시
시라카와시(일본어: 白河市)는 일본 도호쿠 지방 남부, 후쿠시마현 나카도리 남부에 있는 시이다.

## 지리
도쿄에서 북쪽으로 약 190km 떨어져 있고 도호쿠 신칸센으로 약 90분 거리이다. 수도권으로의 신칸센 통근 수요도 일부 있다.

## 인접하는 자치체
- 후쿠시마현
  - 니시시라카와군 니시고촌, 이즈미자키촌, 나카지마촌, 야부키정
  - 히가시시라카와군 다나구라정
  - 이시카와군 이시카와정, 아사카와정
  - 이와세군 덴에이촌

- 도치기현
  - 나스군 나스정

## 역사
과거 무쓰국의 관문으로 알려져 있었고 에도 시대까지 시라카와는 시라카와씨 지배하에 성시로 번영하였다.
- 1889년 4월 1일 - 정촌제 시행으로 니시시라카와군 시라카와정이 성립하였다.
- 1949년 4월 1일 - 오누마촌과 합병하여 시로 승격해 시라카와시가 설치되었다.
- 1954년 7월 1일 - 시라사카촌을 편입하였다.
- 1954년 10월 1일 - 오다가와촌을 편입하였다.
- 1955년 3월 1일 - 고카촌을 편입하였다.
- 1955년 8월 - 오모테고촌의 일부를 편입하였다.
- 1970년 4월 1일 - 국도 289호선이 제정되었다.
- 1975년 4월 1일 - 국도 294호선 도치기현 호가군 마시코정~후쿠시마현 시라카와시~아이즈와카마쓰시 구간이 제정되었다.
- 2005년 11월 7일 - 구 시라카와시, 니시시라카와군 오모테고촌, 다이신촌, 히가시촌의 합병으로 새로운 시라카와시가 설치되었다.
- 2011년 3월 11일 - 동일본 대지진으로 시내 각 지역에서 진도 6약 내지 6강을 기록하였다.

## 교통

### 철도
- 동일본 여객철도 도호쿠 본선

### 도로
- 도호쿠 자동차도
- 국도 4호선
- 국도 289호선
- 국도 294호선

## 인구
| 연도 | 인구   | ±%    |
| ---- | ------ | ----- |
| 1950 | 65,543 | —     |
| 1960 | 62,480 | −4.7% |
| 1970 | 58,896 | −5.7% |
| 1980 | 60,253 | +2.3% |
| 1990 | 63,839 | +6.0% |
| 2000 | 66,048 | +3.5% |
| 2010 | 64,704 | −2.0% |
| 2020 | 59,491 | −8.1% |

## 기후
- 역대 최고 기온: 36.0℃ (2012년 7월 17일, 2024년 7월 7일, 2024년 7월 7일)
- 역대 최저 기온: -13.6℃ (1967년 2월 15일)
- 최대 일 강수량: 368.5mm (2019년 10월 12일, 2029년 10월 12일)
- 최대 순간 풍속: 47.0m (1965년 1월 9일)
- 최대 적설량: 76cm (2014년 2월 15일)
- 여름 최대 일수: 109일 (2023년, 2024년, 2024년)
- 한여름 최다일수: 68일 (2023년)
- 폭염 최다일수: 4일 (2015년)
- 열대야 최다일수: 1일 (1952년), (2019년)
- 동절기 최다일수: 136일 (1984년, 1984년)
- 한파 최다일수: 22일 (1945년)

| 시라카와시의 기후                                            | 시라카와시의 기후 | 시라카와시의 기후 | 시라카와시의 기후 | 시라카와시의 기후 | 시라카와시의 기후 | 시라카와시의 기후 | 시라카와시의 기후 | 시라카와시의 기후 | 시라카와시의 기후 | 시라카와시의 기후 | 시라카와시의 기후 | 시라카와시의 기후 | 시라카와시의 기후 |
| 월                                                           | 1월               | 2월               | 3월               | 4월               | 5월               | 6월               | 7월               | 8월               | 9월               | 10월              | 11월              | 12월              | 연간              |
| ------------------------------------------------------------ | ----------------- | ----------------- | ----------------- | ----------------- | ----------------- | ----------------- | ----------------- | ----------------- | ----------------- | ----------------- | ----------------- | ----------------- | ----------------- |
| 역대 최고 기온 °C (°F)                                       | 17.1 (62.8)       | 19.9 (67.8)       | 23.5 (74.3)       | 28.9 (84.0)       | 32.9 (91.2)       | 34.1 (93.4)       | 36.0 (96.8)       | 36.9 (98.4)       | 33.5 (92.3)       | 28.7 (83.7)       | 22.7 (72.9)       | 20.7 (69.3)       | 36.9 (98.4)       |
| 일평균 최고 기온 °C (°F)                                     | 5.0 (41.0)        | 6.0 (42.8)        | 9.8 (49.6)        | 15.9 (60.6)       | 21.1 (70.0)       | 24.0 (75.2)       | 27.4 (81.3)       | 28.7 (83.7)       | 24.5 (76.1)       | 18.9 (66.0)       | 13.3 (55.9)       | 7.8 (46.0)        | 16.9 (62.4)       |
| 일일 평균 기온 °C (°F)                                       | 0.6 (33.1)        | 1.2 (34.2)        | 4.5 (40.1)        | 10.2 (50.4)       | 15.5 (59.9)       | 19.1 (66.4)       | 22.8 (73.0)       | 23.7 (74.7)       | 19.8 (67.6)       | 14.0 (57.2)       | 8.1 (46.6)        | 3.1 (37.6)        | 11.9 (53.4)       |
| 일평균 최저 기온 °C (°F)                                     | −3.3 (26.1)       | −3.0 (26.6)       | −0.3 (31.5)       | 4.7 (40.5)        | 10.3 (50.5)       | 15.0 (59.0)       | 19.3 (66.7)       | 20.2 (68.4)       | 16.2 (61.2)       | 9.9 (49.8)        | 3.4 (38.1)        | −1.0 (30.2)       | 7.6 (45.7)        |
| 역대 최저 기온 °C (°F)                                       | −13.4 (7.9)       | −13.6 (7.5)       | −12.3 (9.9)       | −6.0 (21.2)       | −2.3 (27.9)       | 5.1 (41.2)        | 7.2 (45.0)        | 11.1 (52.0)       | 3.9 (39.0)        | −2.5 (27.5)       | −6.8 (19.8)       | −12.4 (9.7)       | −13.6 (7.5)       |
| 평균 강수량 mm (인치)                                        | 44.1 (1.74)       | 34.8 (1.37)       | 78.9 (3.11)       | 101.7 (4.00)      | 122.6 (4.83)      | 149.8 (5.90)      | 233.2 (9.18)      | 206.0 (8.11)      | 211.4 (8.32)      | 166.3 (6.55)      | 66.3 (2.61)       | 41.7 (1.64)       | 1,456.7 (57.35)   |
| 평균 강설량 cm (인치)                                        | 36 (14)           | 25 (9.8)          | 14 (5.5)          | 2 (0.8)           | 0 (0)             | 0 (0)             | 0 (0)             | 0 (0)             | 0 (0)             | 0 (0)             | 1 (0.4)           | 12 (4.7)          | 90 (35)           |
| 평균 강수일수 (≥ 1.0 mm)                                     | 5.3               | 4.9               | 8.5               | 8.8               | 10.6              | 13.0              | 15.5              | 12.9              | 12.4              | 9.4               | 6.3               | 5.6               | 113.2             |
| 평균 강설일수 (≥ 1 cm)                                       | 8.2               | 6.0               | 3.6               | 0.5               | 0                 | 0                 | 0                 | 0                 | 0                 | 0                 | 0.2               | 3.2               | 21.7              |
| 평균 상대 습도 (%)                                           | 67                | 64                | 63                | 64                | 69                | 78                | 83                | 82                | 82                | 78                | 74                | 70                | 73                |
| 평균 월간 일조시간                                           | 151.4             | 156.1             | 179.9             | 182.8             | 182.0             | 130.5             | 120.9             | 142.1             | 119.3             | 134.0             | 145.7             | 146.8             | 1,790.7           |
| 출처: 일본 기상청 (평년값: 1991년~2020년, 극값: 1940년~현재) |                   |                   |                   |                   |                   |                   |                   |                   |                   |                   |                   |                   |                   |

## 자매 도시
- 일본 사이타마현 교다시
- 일본 사이타마현 도다시
- 일본 미에현 구와나시
- 프랑스 콩피에뉴
- 미국 미네소타주 아노카